# Scadoxus puniceus
Scadoxus puniceus är en amaryllisväxtart som först beskrevs av Carl von Linné, och fick sitt nu gällande namn av Ib Friis och Inger Nordal. Scadoxus puniceus ingår i släktet Scadoxus och familjen amaryllisväxter. Inga underarter finns listade i Catalogue of Life.

## Bildgalleri

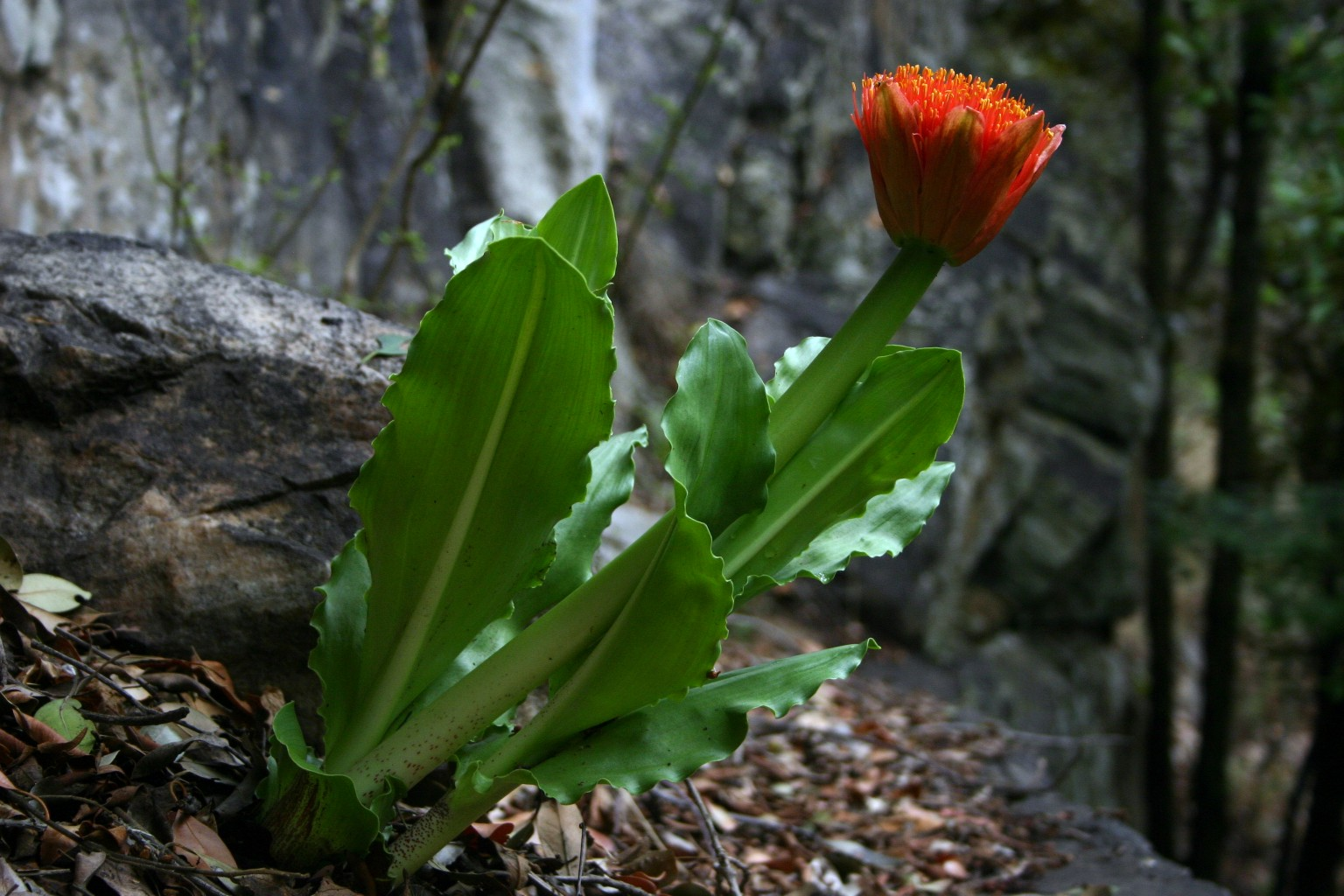
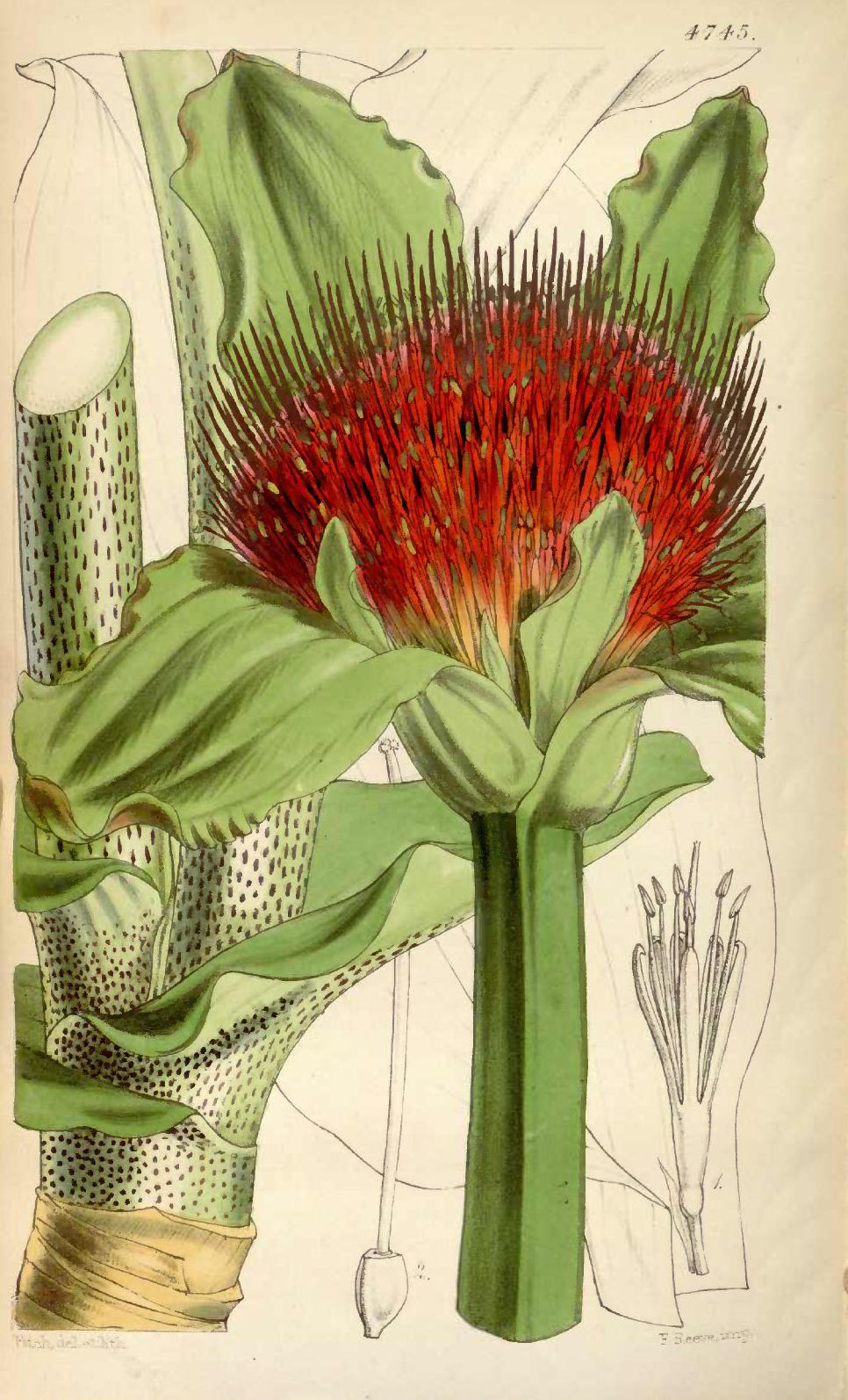
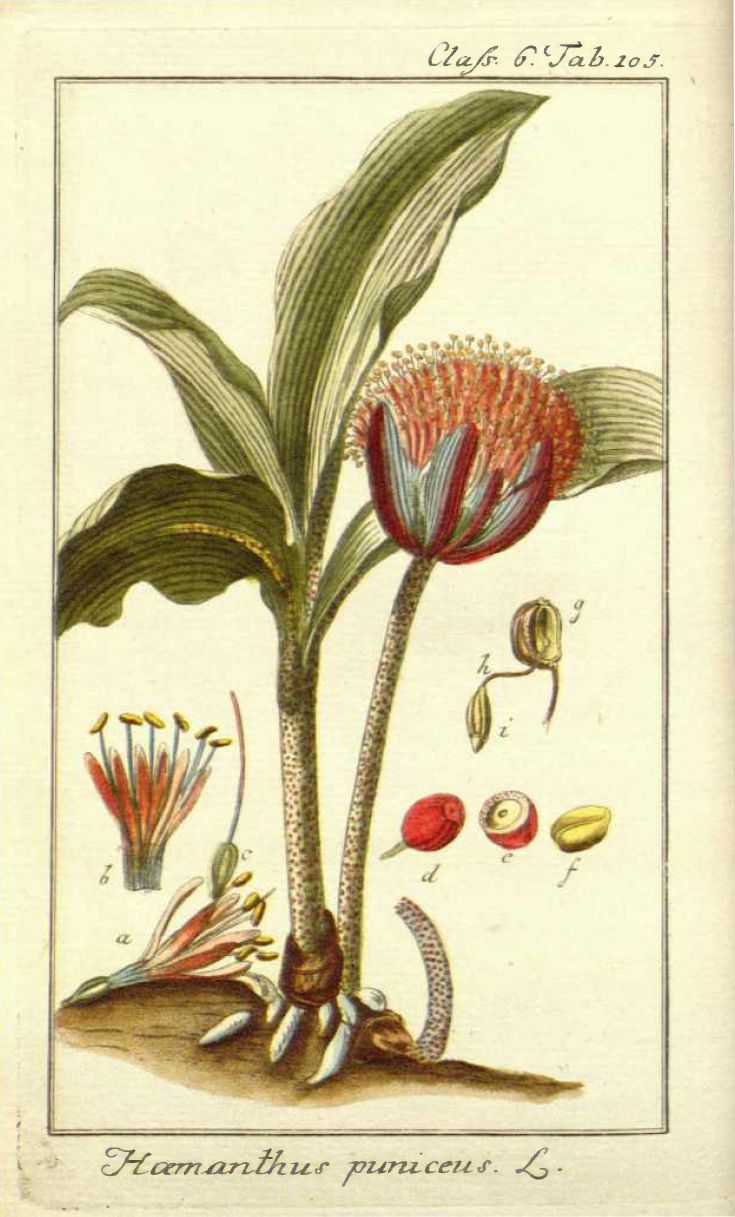
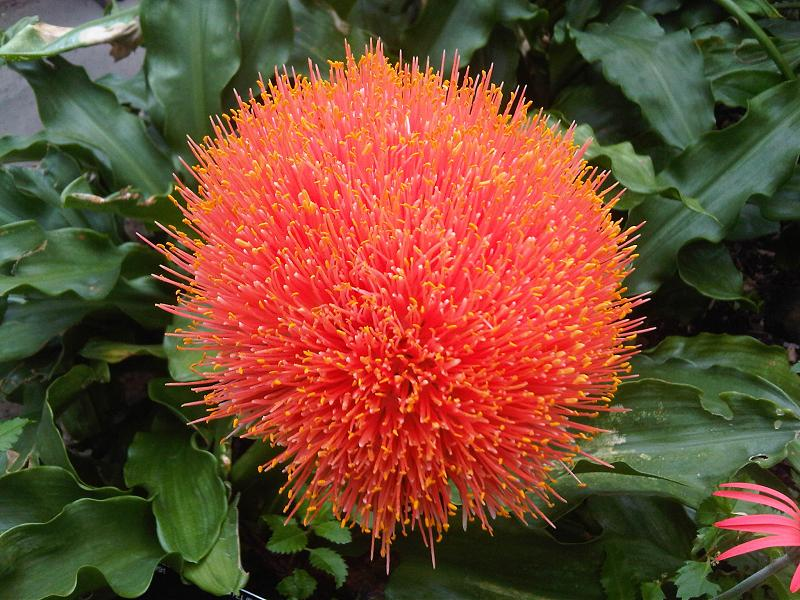